# Route nationale 346
La route nationale 346 (RN 346 o N 346) è una strada nazionale francese che, sotto forma di superstrada, permette di evitare il centro di Lione, collegando due tronchi dell'A46.

## Percorso
Inizialmente, prima del 1972, partiva da Hazebrouck, dove si trovava l'incrocio con la N16, e raggiungeva a sud-est Merville, quindi proseguiva lungo il Lys verso est fino all'innesto sulla N347 ad Estaires. L'intero percorso venne declassato a D946.
Oggi serve alcuni sobborghi di Lione, quali Vaulx-en-Velin, Décines-Charpieu, Meyzieu, Genas e Saint-Priest.